# Loi Neuwirth
Lire en ligne

Texte d'origine

loi Veil (dépénalisation de l'avortement)
La loi Neuwirth est une loi française adoptée par l'Assemblée nationale et le Sénat le 19 décembre 1967 qui autorise l’usage des contraceptifs, et notamment la contraception orale.
Nommée d'après Lucien Neuwirth, le député gaulliste qui la proposa, cette loi vient abroger celle du 31 juillet 1920 qui interdisait non seulement toute contraception, mais jusqu'à l'information sur les moyens contraceptifs.

## La loi: élaboration et adoption
En 1956, la gynécologue française Marie-Andrée Lagroua Weill-Hallé promeut l'usage de la contraception avec les statuts de l'association La Maternité heureuse.
La légalisation de la contraception orale avait été évoquée par les déclarations de François Mitterrand en sa faveur lors de la campagne des élections présidentielles de 1965, qui choquent alors le général de Gaulle. Onze propositions de loi sont déposées entre 1958 et 1967 : aucune d'elles n'est mise à l'ordre du jour.
Un député gaulliste, Lucien Neuwirth, partisan de longue date de l'abrogation de la loi de 1920, mène un combat pour la libéralisation de la contraception malgré l'opposition de la majorité de droite. Il obtient d'être entendu par le général de Gaulle, qui l'ayant écouté une cinquantaine de minutes sans dire un mot, observe encore un long silence avant de répondre à son interlocuteur : « Vous avez raison, transmettre la vie, c'est important. Il faut que ce soit un acte lucide. Continuez ! ».
Lucien Neuwirth dépose une première fois sa proposition de loi le 18 mai 1966, jour de son anniversaire, pour marquer son respect de la naissance. Une commission spéciale, qui comprend entre autres François Mitterrand et Marie-Claude Vaillant-Couturier est constituée : elle entendra très largement les institutions et associations concernées, et des scientifiques comme Jacques Monod, François Jacob, Alfred Sauvy ou Pierre Bourdieu.
Neuwirth, surnommé par la presse « Lulu la pilule », doit déposer une seconde proposition, reprenant l'essentiel du travail de cette commission, lors de la nouvelle législature, le 12 avril 1967. Les débats parlementaires sont très vifs mais toujours disciplinés. Les critiques pleuvent de la part de députés conservateurs qui relaient l'hostilité des associations catholiques et de l’ordre des médecins. Le débat se concentre surtout sur la question des limites à la liberté de prescription. Deux argumentaires s'affrontent alors : la liberté de prescription doit rester absolue, ou l'idée que cette liberté doit être limitée dans le cadre de la contraception (les tenants de cet argument mettent en avant les limites déjà existantes pour les avortements thérapeutiques, pour lesquels l'avis de trois médecins est nécessaire).
La loi relative à la régulation des naissances et abrogeant les articles L. 648 et L. 649 du code de la santé publique, telle qu'approuvée par la commission mixte paritaire, est définitivement adoptée à main levée, le 19 décembre 1967, avec les voix d'une partie de la majorité et celles de l'ensemble de l'opposition : la contraception, et notamment la pilule contraceptive, sont désormais autorisées par cette loi mais toujours pas remboursées par la Sécurité sociale.
Alors que la loi est promulguée le 28 décembre 1967, son application est lente, les décrets ne paraissant qu’entre 1969 et 1972 à cause de multiples freins de l'administration. Ainsi, on impose aux fabricants de contraceptifs oraux déjà sur le marché mais prescrits de façon détournée à d'autres titres, de demander une autre autorisation de mise sur le marché spécifique à la contraception, longue et coûteuse à obtenir quand bien même leurs fabricants acceptent le risque d'être pointés du doigt. La prescription de dispositifs intra-utérins (stérilets) est, elle aussi, sérieusement encadrée. Dans un premier temps seuls les médecins peuvent s'en procurer.

## Après la loi
Il faudra attendre la loi du 4 décembre 1974, portant diverses dispositions relatives à la régulation des naissances, pour que la contraception soit véritablement libéralisée en autorisant le remboursement par la Sécurité sociale et la suppression de l'autorisation parentale pour les mineures.[réf. nécessaire]

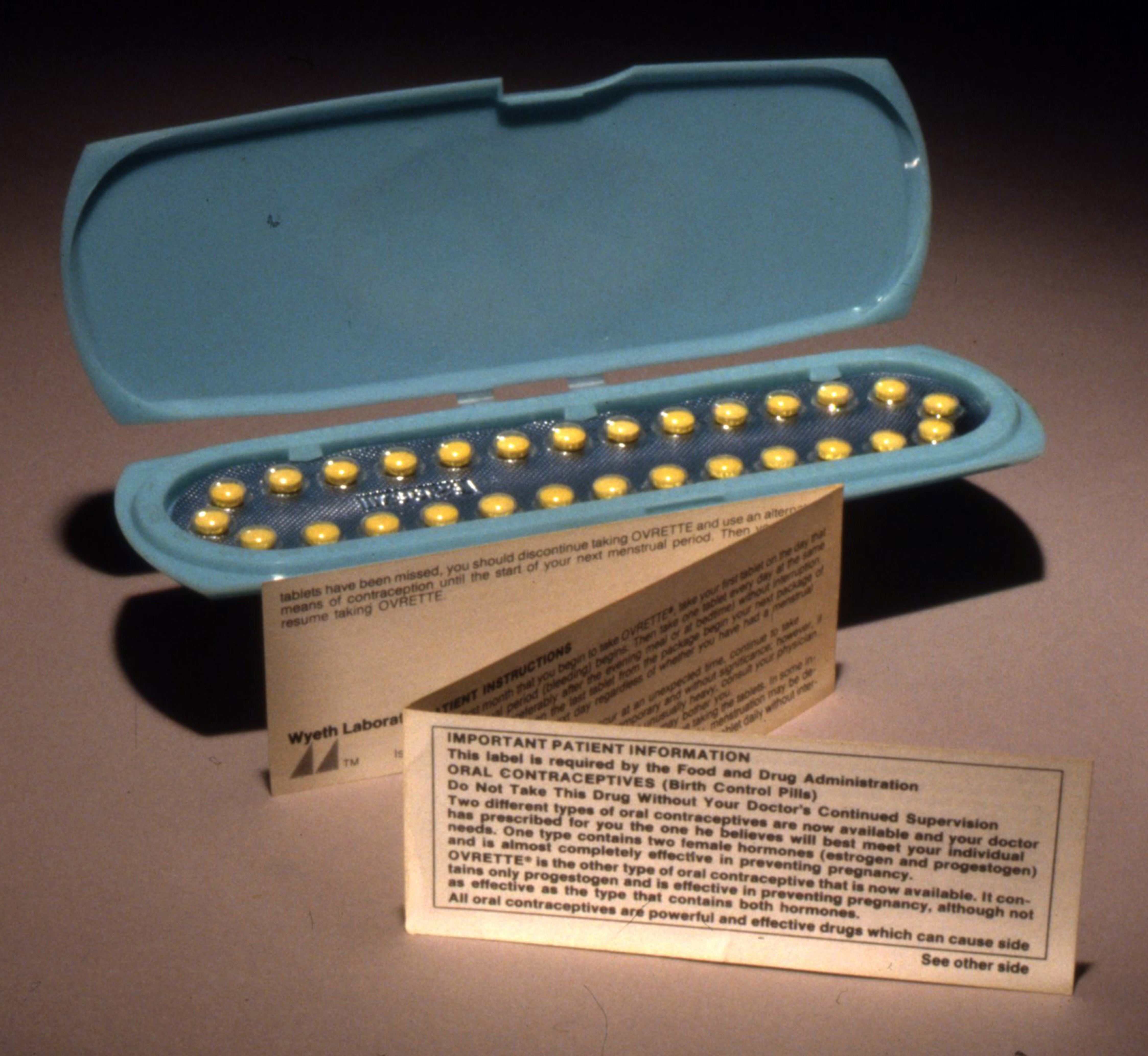
Une plaquette de contraceptifs oraux et leur notice, années 1970.

Aujourd'hui, en France, la contraception est réglementée par les articles L5134, R5134 et R2311-13 du code de la santé publique.
L'avortement n'est pas concerné par la loi Neuwirth et reste totalement interdit jusqu'à la promulgation de la loi Veil le 17 janvier 1975 qui prévoit une dépénalisation de l'avortement sous conditions.